# 張榮冕
張榮冕，OBE[?]（1906年3月4日—1985年7月3日），香港教育家及教育行政人員，1951年至1961年擔任葛量洪師範學院創院院長。
張榮冕擔任葛師院長前後10年，並於1952年遷入九龍油麻地加士居道校舍，為該校早年發展奠定基礎。葛師當時只提供一年制的小學教師文憑課程，學生人數由最初的61名，增至1956年的300名以上，經由他教授過的學生還包括司徒華等人。
張榮冕畢業於香港大學，1929年加入香港政府教育司署供職，翌年獲補送往英國牛津大學深造兩年，返港後於官校英皇書院任教理科。1941年香港淪陷以後，張榮冕曾協助英軍工作，戰後於1948年重返教育司署任中文學校視學官。
張榮冕的父親張仲球是祖籍廣東香山的澳門富商，與族侄張壽波並稱「南屏二張」。他的妻子張謝琮賢為香港殷商何甘棠後人，她跟丈夫同於教育司署任職，嘗任何東女子職業學校創校校長。

## 生平

### 家族背景
張榮冕祖籍廣東香山（中山前身）南屏，1906年3月4日在家鄉香山縣出生。張氏家族原籍粵北曲江，祖上遷居香山，而張榮冕所屬的一支後再落戶澳門，並透過經商致富，是為當地望族。張榮冕的祖父張建詩（1838年－1893年）曾到香港經商；而父親張仲球（1870年6月12日－1950年6月26日），諱有貢、名家賜、法名觀圓府君，是張建詩次子，跟長兄張心湖皆為澳門富商。光緒晚期，張仲球又隨族侄張壽波（觀本法師）在澳門推動維新運動，並稱「南屏二張」。張仲球有六子兩女，除張榮冕外，另有張榮賴、張榮芬、張榮向、張榮彤和張榮菩五子，而兩名女兒分別名張婉婉和張婉婧。
張氏家族不少成員都參與教育事業，例如張榮冕父親張仲球就曾與張壽波等人於1894年在澳門創立專門教授現代知識的原生學舍、伯父張心湖長子張榮舉為香港聖士提反書院校董，其妻張陳儀貞即為香港協恩中學創校校長；另張心湖三子張榮佑亦從事教育事業、四子張榮毅為香港聖雅各福群會主任導師、五子張榮岳副會督也曾任聖士提反書院附屬小學校長。

### 教育生涯
張榮冕早年獲家人送往香港入讀聖若瑟書院，及後考入香港大學，主修教育學，1928年獲得文學士學位畢業。畢業後他在1929年加入港府教育司署擔任學位教師。翌年，他獲港府送往英國牛津大學深造，主修化學，期間曾於1932年與E·J·鮑恩（E. J. Bowen，1898年－1980年）在《化學學會會刊》發表論文〈二氧化氯溶劑的光解〉（"The Photodecomposition of Chlorine Dioxide Solutions"），同年取得理學士學位畢業。張榮冕學成後返回香港，於官校英皇書院任教理科，具多年教學經驗。
1941年12月25日香港淪陷後，張榮冕成功逃出日治香港，起初隨英軍退守桂林，於當地的國立廣西大學擔任化學教授。到1944年，桂林為日軍攻陷，張榮冕再隨英軍轉往印度，為特別行動部隊轄下的136部隊擔任翻譯，至1945年第二次世界大戰結束為止。在戰時服務英軍的張榮冕獲得港府信任，他在香港重光後於1948年4月1日重返教育司署出任中文學校視學官，翌年進一步兼任調查學校政治活動特別委員會委員，負責確保學校不受政治勢力干預。

### 葛師校長
1951年9月，港督葛量洪爵士以自己的名字籌創葛量洪師範學院（簡稱「葛師」，1994年併入香港教育學院），以補足香港戰後小學教師人數之不足，張榮冕遂獲任命為該院首任院長，其職級未幾在1952年獲調升為高級教育官，嗣後再於1957年獲進一步調升為高級校長，職級相當於助理教育司。

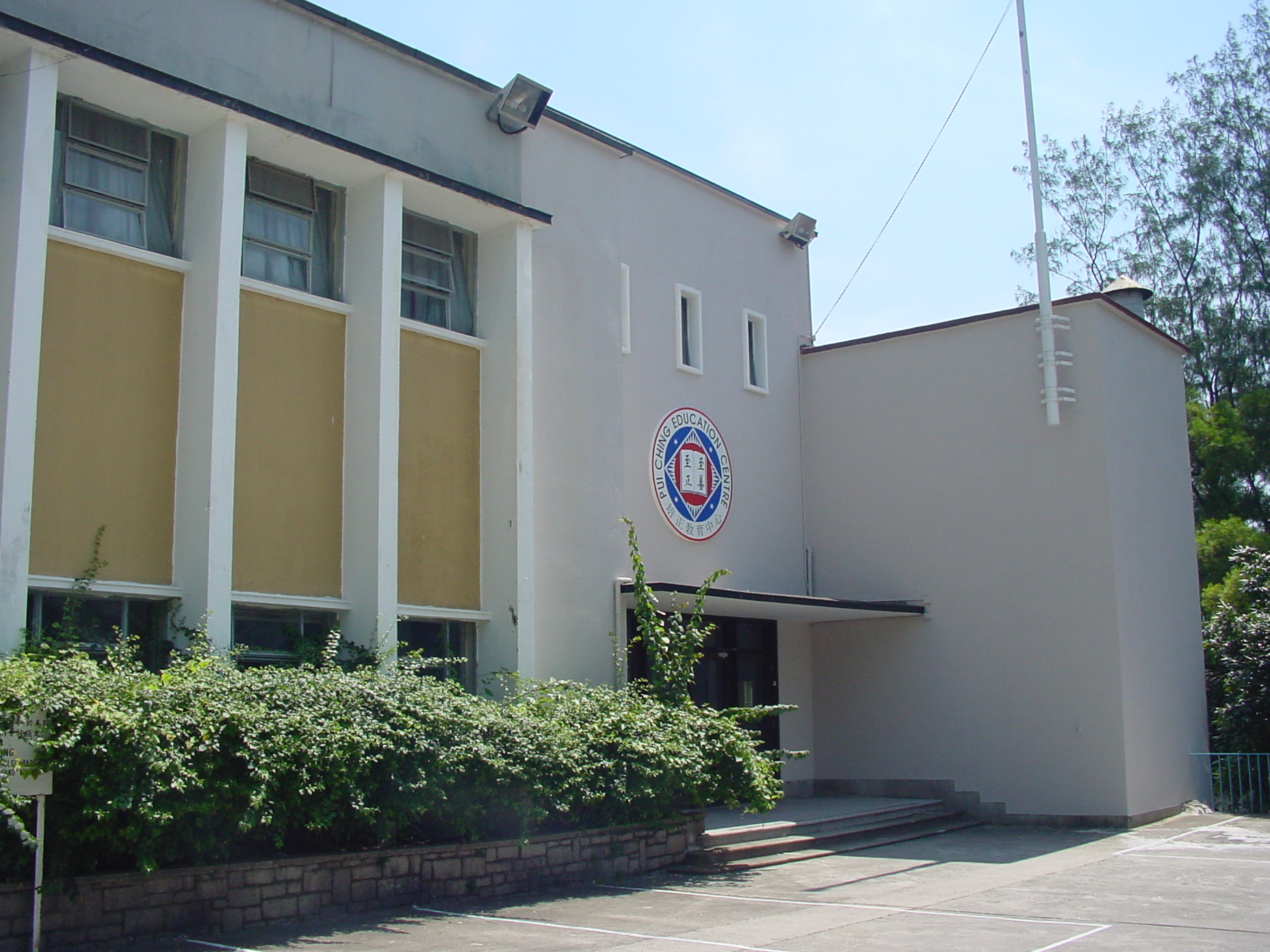
葛量洪師範學院原本位於油麻地加士居道的校舍，學院併入香港教育學院後，校址曾經為培正教育中心使用（圖為培正教育中心使用時期的情況，正門原來的葛師校徽被培正校徽取代）

張榮冕對學院創校初期的發展具重要影響，在他的安排下，學院最初借用英皇書院的校舍，翌年5月復遷入位於九龍油麻地加士居道、規模龐大的全新校舍，內置大禮堂、演講室、教學示範室、圖書館、自然科學室、家政室、手工室和健身室等設施。葛師初年只提供一年制的小學教師文憑課程，1951年首年招生人數只有61名，但到1953年已急速擴充至120多名，同年香港官立鄉村師範專科學校停辦，學生由葛師接收，使學生人數進一步上升，到1956年再增加到300名以上。由於學生人數節節上升，張榮冕還得借用附近的循道學校校舍開辦夜校課程。
創校之初，張榮冕曾到英國考察當地的師範教育，而葛師早年的學生除了要必修中文、算術、社會、自然、視聽教學、示範和批評教學、教學實習和普通英文外，另要選修美術、音樂、家政和木工，課程均選以中文作為教學語言。一直到張榮冕在1961年卸任後，因應實際需要，葛師才於1966年以兩年制課程取代一年制課程，並於1968年增設三年制課程。此外，張榮冕在1952年還見證了葛量洪師範學院校友會的成立，曾經為他教導過的眾多校友當中，包括日後成為葛量洪師範學院校友會觀塘學校校長、教協和支聯會創會主席兼立法局民選議員的司徒華。根據司徒華憶述，張榮冕雖然讀化學出身，但對現代文學很有興趣，每週除了親自教授「藝術欣賞」，講授錢鍾書和朱自清等現代文學作家的著作外，還多次鼓勵和協助學生公演王爾德的戲劇，曾演出的劇目包括《少奶奶的扇子》等。
張榮冕在葛師一任10年，至1961年卸任院長一職，開展退休生活，遺下空缺由副院長胡熙德升任。教育司署在當年1月特於中環德輔道中的中國酒家，設宴歡送張榮冕、以及同期退休的皇仁書院校長威廉臣（H. N. Williamson）和高級教育官梁鳳歧兩人，時任教育司高詩雅也有出席到賀；為表揚張榮冕在教育事務方面的工作，英廷更於1961年元旦授勳名單中向他頒授OBE勳銜。

### 晚年生涯
張榮冕在退休後短暫留任由1959年起擔任的專上學院聯合建制委員會主席一職。他的晚年生活低調，至1985年7月3日因病在香港逝世，終年79歲。他的喪禮在同年7月7日於香港殯儀館舉行，其家人翌日於花園道聖若瑟堂為他舉行追思彌撒。同年8月25日，葛量洪師範學院校友會復於葛師禮堂舉行大型追悼會，以紀念他對葛師創校和創校初年的重要影響。是次追悼會籌得的賻儀，隨後用作成立張榮冕院長紀念獎學金。

## 個人生活
張榮冕信奉天主教，有妻張謝琮賢（1912年－2013年），兩人於1940年3月28日在花園道聖若瑟堂舉行婚禮，婚後育有一女三子。張謝琮賢為香港殷富何甘棠後人，她與丈夫同於教育司署任職，二戰時曾在桂林的英軍聯絡處服務，戰後擔任何東女子職業學校創校校長，1967年獲英廷頒授MBE勳銜。

## 榮譽

### 殊勳
- 以下列出榮譽全稱及縮寫：^ 
  - 英帝國官佐勳章（O.B.E.） （1961年元旦授勳名單[26]）

### 以他命名的事物
- 張榮冕院長紀念獎學金：授予在葛量洪師範學院校友會轄下小學就讀的學生。[32]
- 葛量洪校友會張榮冕院長室：位於香港教育大學圖書館2樓的學生討論室，由葛量洪教育學院校友會於2004年，向當時的教院校方捐贈10萬港元，以換取冠名[33]。

## 注腳
1. ↑  "New York, Northern Arrival Manifests: Olympic" (10 September 1932)
2. ↑  Luzzatto (1960), p.57.
3. ↑  湯開建（2018年3月15日），頁113至114、119。
4. ↑  湯開建（2018年3月15日），頁120至121。
5. ↑  湯開建（2018年3月15日），頁126。
6. 1 2  〈訃聞〉（1950年7月10日）
7. ↑  湯開建（2018年3月15日），頁125至126。
8. ↑  湯開建（2018年3月15日），頁128。
9. 1 2  〈謝啟〉（1932年7月19日）
10. 1 2  〈教育界名宿張榮舉出殯〉（1966年2月25日）
11. 1 2  Edited by Cheng (2002), p. 208.
12. 1 2 3 4  Colonial Office List (1950), p. 466.
13. 1 2 3 4  岑維休主編（1968年），53頁。
14. ↑  Journal of the Chemical Society (1932)
15. 1 2 3  Matthews and Cheung (1998), p. 292.
16. ↑  〈警務處長受任會社註冊官，袁國煊張榮冕任視學官〉（1949年5月28日）
17. ↑  〈張榮冕O.B.E.勛章〉（1960年12月31日）
18. 1 2 3 4  〈師訓歷史點滴之四——葛量洪教育學院〉（2004年）
19. ↑  〈嘉士域奉委任行政局非官議員，張榮冕等任教育官〉（1952年6月21日）
20. ↑  《葛師鑽禧藝展2011》（2011年），第4頁。
21. ↑  梁操雅博士（2012年）
22. ↑  《葛師鑽禧藝展2011》（2011年），第5頁。
23. ↑  《葛師鑽禧藝展2011》（2011年），第7頁。
24. 1 2  司徒華（2001年）
25. ↑  〈教育司署同人昨歡送梁鳳歧威廉臣張榮冕〉（1961年1月19日）
26. 1 2  "Supplement to Issue 42231 （页面存档备份，存于）", London Gazette, 27 December 1960, p. 23.
27. 1 2  〈追思葛師首任院長張榮冕，定本周末假葛師禮堂舉行〉（1985年8月21日）
28. ↑  〈張榮冕先生追思彌撒，今下午聖約瑟堂舉行〉（1985年7月8日）
29. ↑  "Announcements" (18 March 1940)
30. ↑  "Announcement" (7 July 1985)
31. ↑  "Supplement to Issue 44326 （页面存档备份，存于）", London Gazette, 2 June 1967, p. 22.
32. ↑  《香港政府憲報》第2732號公告（2009年）
33. ↑  葛量洪教育學院校友會編著：《葛師的歲月》，P.464. 香港：天地圖書有限公司，2012年.

### 英文資料
- "New York, Northern Arrival Manifests: Olympic （页面存档备份，存于）".  Port of Buffalo, New York: Immigration Service, U.S. Department of Labor, 10 September 1932. (subscription required)
- Journal of the Chemical Society Volume 1932. UK: Royal Society of Chemistry, 1932.
- "Announcements", The South China Morning Post, 18 March 1940, p.10.
- "CHEUNG, Wing Min", Colonial Office List. UK: H.M.S.O., 1950.
- Luzzatto, Rola, Hong Kong Who's who: An Almanac of Personalities and Their History, 1958-1960. Hong Kong: Rola Luzzatto, 1960.
- "Announcement", The South China Morning Post, 7 July 1985.
- Edited by Matthews, Clifford N., and Cheung, Sir Oswald, Dispersal and Renewal: Hong Kong University During the War Years. Hong Kong: Hong Kong University Press, 1998.
- Edited by Cheng, Kai-ming, Growing with Hong Kong: The University and Its Graduates: the First 90 Years （页面存档备份，存于）. Hong Kong: Hong Kong University Press, 2002.

### 中文資料
- 〈謝啟〉，《香港華字日報》第一張第二頁，1932年7月19日。
- 〈訃聞〉，《華僑日報》第二張第二頁，1950年7月10日。
- 〈教育界名宿張榮舉出殯〉，《華僑日報》第三張第四頁，1966年2月25日。
- 岑維休主編，《香港年鑑》，香港：華僑日報，1968年。
- 〈警務處長受任會社註冊官，袁國煊張榮冕任視學官〉，《華僑日報》第二張第二頁，1949年5月28日。
- 〈嘉士域奉委任行政局非官議員，張榮冕等任教育官〉，《工商日報》第五頁，1952年6月21日。
- 〈張榮冕O.B.E.勛章〉，《工商日報》第五頁，1960年12月31日。
- 〈教育司署同人昨歡送梁鳳歧威廉臣張榮冕〉，《工商日報》第七頁，1961年1月19日。
- 〈張榮冕先生追思彌撒，今下午聖約瑟堂舉行〉，《華僑日報》第三張第三頁，1985年7月8日。
- 〈追思葛師首任院長張榮冕，定本周末假葛師禮堂舉行〉，《華僑日報》第六張第三頁，1985年8月21日。
- 司徒華撰，〈記張榮冕院長〉，《司徒華作品彙編》，2001年11月22日。
- 〈師訓歷史點滴之四——葛量洪教育學院〉，《校友通訊》。香港：香港教育學院校友事務秘書處，2004年2月第三期。
- 〈教育獎學基金條例（第1085章） （页面存档备份，存于）〉，《香港政府憲報》第2732號公告，2009年。
- 《葛師鑽禧藝展2011——藝術創作及葛量洪教育學院暨校友會歷史展場刊》。香港：香港教育博物館，2011年。
- 湯開建，〈清代香山鐵城張氏家族與澳門的關係──以《曲江張氏族譜香山鐵城宗支譜》為中心展開〉，《澳門研究 （页面存档备份，存于）》2018年第1期（總第88期）。澳門：澳門基金會，2018年3月15日，頁113至139。ISBN 0872-8526
- 梁操雅博士撰，〈與君一席話：司徒華先生與李百強先生「與葛師結緣」〉，《葛師60周年特輯訪問葛師人》。香港：香港教育學院校友及拓展事務處，2012年。

## 外部連結
- 香港教育大學：歷史及校園 （页面存档备份，存于）
- 葛量洪教育學院校友會 （页面存档备份，存于）

| 學術機關職務  | 學術機關職務                     | 學術機關職務  |
| ------------- | -------------------------------- | ------------- |
| 前任： 新創設 | 葛量洪師範學院院長 1951年–1961年 | 繼任： 胡熙德 |